# Anne Bergantz
Anne Bergantz, née le 17 septembre 1968 à Chalon-sur-Saône, est une femme politique française. Suppléante de Jean-Noël Barrot, elle devient députée de la deuxième circonscription des Yvelines en novembre 2022,.
Elle est responsable de service social hospitalier. 
Elle rejoint le groupe MoDem en 2022.

## Biographie
À la suite de l'obtention d'un bac scientifique au Lycée Pontus de Tyard à Chalon-sur-Saône, Anne Bergantz suivra ses études à l’École supérieure de gestion à Paris.[réf. souhaitée]
Après une première expérience dans la cellule des mineurs non-accompagnés du département des Yvelines, elle rentre à l’Hôpital Necker-Enfants malades en 2018, et devient  par la suite cheffe du service social de l’hôpital.
En octobre 2022 dans le cadre de l'élection législative partielle de la seconde circonscription des Yvelines, dû à la démission d'Anne Grignon à la suite d'un recours en annulation devant le Conseil constitutionnel, elle devient candidate suppléante du ministre Jean-Noël Barrot (MoDem). Leur binôme remporte l’élection au second tour avec 71,64% des voix face à la NUPES Maïté Carrive-Bedouani.
Anne Bergantz devient officiellement députée le 10 novembre 2022 et membre de la commission des affaires sociales à l'occasion de la nomination de Jean-Noël Barrot en tant que ministre chargé du numérique.